# Гостюхін Володимир Васильович
Володи́мир Васи́льович Гостю́хін (біл. Уладзімір Васілевіч Гасцюхін; нар. 10 березня 1946, Свердловськ, РРФСР) — радянський, російський та білоруський актор театру і кіно, кінорежисер. Заслужений артист Білоруської РСР (1982 рік). Народний артист Білорусі (1996). Лауреат Державної премії СРСР (1985 рік) і Державної премії РФ (1993 рік).

## Біографічні відомості
Народився 10 березня 1946 року. У 1970 році закінчив Російський університет театрального мистецтва. Занесений до переліку осіб, що створюють загрозу нацбезпеці України. Фігурант центру бази «Миротворець».

## Громадянська позиція
Виступав в окупованому Росією Криму. Фігурант бази даних центру «Миротворець» як особа, що становить загрозу національній безпеці України і міжнародному правопорядку.
Вважає, що Революцію гідності 2013—2014 років в Україні зрежисували США. Влітку 2014 року він зробив декілька антиукраїнських і антиамериканських заяв, водночас висловлюючи позитив щодо політичних процесів, які відбувається в Росії:
| «В Україні — диктатура фашистів! Диктатура американофашистів! При владі — виродки, маріонетки-злочинці, яких поставив злочинний американський режим. Ніякої там демократії немає.»Оригінальний текст (рос.) [«В Украине — диктатура фашистов! Диктатура американофашистов! У власти — ублюдки, марионетки-преступники, которых поставил преступный американский режим. Никакой там демократии нет.»] Помилка: [undefined] Помилка: {{Lang}}: немає тексту (допомога): текст вже має курсивний шрифт (допомога) |
| «Сьогодні я радію, що відбувається на моїй Батьківщині — у Росії. Скажу абсолютно без пафосу: у мене ось тут — у серці — любов до Батьківщини, любов до землі, на якій я народився. Люди починають оговтуватися від цієї загіпнотизованості Заходом і Америкою. Подивіться на Крим. Народ провів референдум і вирішив, як йому жити. Ця найвища демократія у світі!»Оригінальний текст (рос.) [«Сегодня я радуюсь тому, что происходит на моей Родине — в России. Скажу абсолютно без пафоса: у меня вот тут — в сердце — любовь к Родине, любовь к земле, на которой я родился. Люди начинают приходить в себя от этой загипнотизированности Западом и Америкой. Возьмите Крым. Народ провёл референдум и решил, как ему жить. Эта самая высокая демократия в мире!»] Помилка: [undefined] Помилка: {{Lang}}: немає тексту (допомога): текст вже має курсивний шрифт (допомога) |
У березні 2022 року підписав звернення на підтримку війни Росії проти України.
13 травня 2022 року МЗС Латвії заборонив в'їзд Гостюхіну на територію Латвії на невизначений термін, через підтримку вторгнення та виправдання російської агресії проти України.

## Фільмографія
- 1970 — «Був місяць травень» — Микола Нирков
- 1970 — «Серце Росії» — солдат 56-го полку
- 1972 — «Нові пригоди барона Мюнхаузена» (короткометражний) — людина з кінокамерою
- 1973 — «Великі голодранці» — Дьома Лапонін
- 1973 — «Моя доля» — Павло Кожухов
- 1976 — «Сходження» — Коля Рибак
- 1977 — «Ходіння по муках» — Олексій Красильников
- 1978 — «Час вибрав нас» — Семен Михайлович Лагутніков
- 1977 — «У профіль і анфас» (кіноальманах) — Іван
- 1978 — «Живий зріз» (короткометражний) — батько
- 1978 — «Попереднє розслідування» — Павло Боборикін
- 1978 — «Випадкові пасажири» — Іван Жаплов, шофер
- 1979 — «Старшина» — старшина Кацуба
- 1979 — «Чужа компанія» — батько Юри
- 1980 — Білий ворон — Єгор Іконников, шахтар із Донецька
- 1980 — Візьму твій біль — Іван Батрак / Корній Батрак
- 1980 — Полювання на лисиць — Віктор Бєлов
- 1981 — Джерело — Касьян
- 1982 — Грибний дощ — коханець Наді
- 1982 — Магістраль — Євген Олександрович Бойчук — диспетчер окружної залізниці
- 1982 — Чужа вотчина — Літовар
- 1983 — Берег — сержант Меженін
- 1983 — Місячна веселка — Нортон
- 1983 — Така жорстка гра — хокей — Федір Кринін, капітан команди
- 1985 — У пошуках капітана Гранта — майор Мак-Наббс
- 1985 — Контракт століття — Іван Фетисов, фахівець з енергетичних установок
- 1986 — Зіна-Зинуля — Віктор Миколайович, начальник БМУ
- 1986 — Знак біди — Новик
- 1986 — Лівша — отаман Платов
- 1986 — Скакав козак через долину — Валентин Кравчук, старший механік
- 1987 — Без сонця — Васька Попіл, злодій
- 1987 — Моонзунд — Семенчук
- 1988 — Велика гра — Дмитро Юрійович Степанов, радянський журналіст
- 1988 — «Наш бронепоїзд» — Микола Дмитрович Кузнецов
- 1989 — «Кончина» — Євлампій Микитович Ликов
- 1989 — «Викрадення чародія» — Акіплеша
- 1989 — «Смиренний цвинтар» — Льоха Воробей
- 1990 — «Автостоп» — Саша
- 1990 — «Все попереду» — Саша Іванов — нарколог
- 1991 — «Урга — територія кохання» — Сергій
- 1992 — «Америкен бой» — Іван Данилович «Залізяка», старший лейтенант міліції
- 1992 — «Генерал» — Олександр Горбатов, генерал
- 1992—2006 — «Тихий Дон» — Петро Мелехов
- 1994 — «Вогнянний стрілець» — мисливець
- 1994 — «Шляхтич Завальня, чи Білорусь у фантастичних оповіданнях» — Завальня
- 1995 — «Мещерські» — Микола Платонич, колишній генерал
- 1995 — «Чоловік талісман»
- 1995 — «Син за батька» — Тихонович, сільський дільничний
- 1998 — «Незримий мандрівник» — Єгорович, камердинер Государя
- 1999 — «Святий і грішний» — Слюсар Кузьма Тудишкін
- 2000—2001 — «Далекобійники» — Федір Іванович Афанасьєв
- 2001 — «Подаруй мені місячне сяйво» — Сергій Миколайович
- 2001 — «Оповідь про Федота-Стрільця» — генерал
- 2002 — «Війна» — батько Івана
- 2002 — «Прикутий» — Павло Вершин
- 2003 — «Дикий табун» — Макарич
- 2003 — «Феєрверк» — Петро Сергійович Воронов, підполковник у відставці
- 2004 — «Весьєгонська вовчиця» — Петька
- 2004 — «Далекобійники 2» — Федір Іванович
- 2004 — «Друг»
- 2004 — «Команда» — Ігор Петрович Борзих, тренер
- 2004 — «Ніч світла» — Петрович
- 2005 — «Полювання на ізюбра» — Дубнов Олександр Семенович, губернатор Ахтарської області
- 2005 — «Перший після Бога» — комбриг
- 2005 — Я пам'ятаю — професор Закревський, батько Інни
- 2006 — Квиток в гарем
- 2006 — Горбоконик
- 2006 — Зачарована дільниця — Костянтин Ліпкин
- 2006 — Чартер — Широков, штурман
- 2007 — Громадянин начальник-3 — Роман Гаврилович Назаров, слідчий Генпрокуратури
- 2007 — Юнкера — капітан Слива
- 2008 — Виклик-3 — Шаповалов
- 2008 — Русичі — дядько Фрол
- 2008 — Смерть шпигунам. Крим — Сергій Варламович Римаков, майор
- 2009 — Вовки — Кузьмич, голова колгоспу
- 2010 — Варвара — священик
- 2010 — У лісах і на горах — Потап Максимович Чапурін, купець
- 2010 — Військова розвідка. Західний фронт — «Риба»
- 2010 — Ворожіння при свічках — Іван Миколайович Васюков, губернатор в Сибіру
- 2010 — Око за око — Кухтин, комендант
- 2011 — Далекобійники 3 — Федір Іванович Афанасьєв
- 2011 — МУР. Третій фронт — Антон Борисович Шевцов
- 2011 — Три дні лейтенанта Кравцова — Матвій Сілантьевіч
- 2011 — Дільничний — Володимир Васильович Мусатов, майор
- 2011 — Ящик Пандори — Всеволод Ларіонов
- 2012 — 1812: Уланська балада — Петро Тарусу, відставний штаб-офіцер уланського полку
- 2012 — Апофегей — Олексій Андріанович Семеренко, секретар парткому інституту
- 2012 — Подпоручік Ромашов — капітан Слива
- 2013—1943 — бургомістр
- 2013 — Без права на вибір — Власенко, полковник
- 2013 — Доктор Смерть — Євген Васильович Хватів (Хват), кримінальний авторитет
- 2013 — За зустріч — головна роль
- 2013 — Вилікувати страх — дід Луки
- 2013 — Відлига — Семен Васильович Пронін — директор кіностудії
- 2013 — Попіл — Гліб Володимирович Рязанцев, військовий, співкамерник
- 2013 — Поїзд на північ — Борис Федорович Громов
- 2014 — Сільський роман — Павло Семенович Гладков, директор холдингу
- 2014 — Ялинки 1914 — Олексій Володимирович, жандарм
- 2015 — Код Каїна — Микола Анісімов
- 2015 — На нейтральній смузі
- 2015 — Снайпер: Герой опору — «Сивий», досвідчений боєць
- 2016 — Грона винограду — дід Михась
- 2016 — Дід Мороз. Битва Магів
- 2016 — Тонкий лід — Ілля Черпаков